# Jonah Sharp
Jonah Sharp (geb. vor 1970 in Edinburgh) ist ein schottischer Ambient-Musiker, der auch unter dem Pseudonym Spacetime Continuum bekannt wurde.
Neben seinen Soloalben arbeitete Sharp in zahlreichen Projekten mit Musikern und Künstlern wie Terence McKenna, Mixmaster Morris, Haruomi Hosono, Peter Kuhlmann, Ursula Rucker, David Moufang, Tetsu Inoue und Bill Laswell zusammen.

## Leben
Der aus dem schottischen Edinburgh stammende Sharp begann seine musikalische Karriere zunächst als Schlagzeuger in diversen Punkbands und später auch in der Londoner Acid-Jazz-Szene. Ende der 1980er Jahre wandte er sich, beeinflusst von Detroit Techno und Chicago House der elektronischen Musik zu. Er trat als Live Act und DJ auf, wobei er vorwiegend für die Chill-Out-Areas gebucht wurde.
Sharp zog 1992 nach Amerika, wo er sich in San Francisco niederließ und sein eigenes Label Reflective gründete. 1993 erschien sein erstes Album unter dem Alias Spacetime Continuum, auf dem der Philosoph und Ethnobotaniker Terence McKenna als Spoken-Word-Artist auftrat.
Bis Ende der 1990er Jahre folgen diverse Alben und EPs als Spacetime Continuum, die auf seinem eigenen Label Reflective und auf Astralwerks erschienen. Gemeinsam mit Peter Kuhlmann erschienen diverse Alben unter Projektnamen wie Alien Community oder Wechselspannung auf dem Frankfurter Label FAX +49-69/450464. Mit David Moufang gründete er das Projekt Reagenz.

## Diskografie (Auswahl)

### Alben
- 1993: Space Time Continuum with Terence McKenna – Alien Dreamtime (Astralwerks)
- 1993: Alien Community (Jonah Sharp & Peter Kuhlmann) – Alien Community (FAX +49-69/450464)
- 1994: Alien Community (Jonah Sharp & Peter Kuhlmann) – Alien Community 2 (FAX +49-69/450464)
- 1994: Reagenz (Jonah Sharp & David Moufang) – Reagenz (Source Records)
- 1994: Wechselspannung (Jonah Sharp & Peter Kuhlmann) – Wechselspannung (FAX +49-69/450464)
- 1994: Spacetime Continuum – Sea Biscuit (Astralwerks)
- 1994: Jonah Sharp / Bill Laswell – Visitation (Subharmonic)
- 1994: Electro Harmonix (Jonah Sharp & Tetsu Inoue) – Electro Harmonix (FAX +49-69/450464)
- 1995: Wechselspannung (Jonah Sharp & Peter Kuhlmann) – Wechselspannung 2 (FAX +49-69/450464)
- 1996: Spacetime Continuum – Emit Ecaps (Reflective)
- 1996: Spacetime Continuum – rEMIT rECAPS (Compilation-Album, Reflective)
- 1997: Tetsu Inoue & Jonah Sharp – Instant Replay (Harvest Records)
- 1998: Mixmaster Morris & Jonah Sharp – Quiet Logic (Daisyworld Discs)
- 1999: Spacetime Continuum – Double Fine Zone (Astralwerks)
- 2009: Reagenz (Jonah Sharp & David Moufang) – Playtime  (Workshop)
- 2012: Tetsu Inoue & Jonah Sharp – Electro Harmonix  (Ambient World)

### Singles & EPs
- 1993: Spacetime Continuum – Fluresence E.P. (Reflective)
- 1993: Space Time Continuum w / T. Mc Kenna – Speaking In Tongues (Astralwerks)
- 1993: Strange Attractor – Strange Attractor E.P (Synthesis Productions)
- 1994: Reagenz (Jonah Sharp & David Moufang) – Reagenz (Reflective)
- 1994: Spacetime Continuum – Pressure (Astralwerks)
- 1995: Wechselspannung (Jonah Sharp & Peter Kuhlmann) – 220v (Reflective)
- 1995: Spacetime Continuum – Kairo EP (Reflective)
- 1995: Spacetime Continuum – Freelon (Astralwerks)
- 1996: Spacetime Continuum – rEMIT rECAPS (Reflective)
- 1996: Spacetime Continuum – rEMIT rECAPS Pt. 2 (Reflective)
- 1996: Strange Attractor – Golden Gate (Phono)
- 1997: Spacetime Continuum – REALtime EP (Astralwerks)
- 1997: Spacetime Continuum – Selections From Remit Recaps (Astralwerks)
- 1998: Jonah Sharp – Bento Box EP (Parallel Recordings)
- 1999: Spacetime Continuum – Future Life EP (Astralwerks)
- 2003: Strange Attractor – Pacific Dub (Dub Bud Records)
- 2013: Strange Attractor – Freefall EP (Full Flavor Music)